# Vasile Bizău
Vasile Bizău (* 14. Oktober 1969 in Dragomirești) ist ein rumänisch griechisch-katholischer Geistlicher und Bischof von Maramureș.

## Leben
Vasile Bizău empfing am 31. August 1997 die Priesterweihe. Die Bischofssynode ernannte ihn am 20. Juni 2007 zum Weihbischof in Făgăraș und Alba Iulia. Papst Benedikt XVI. bestätigte ihn am 27. Oktober 2007 und ernannte ihn zum Titularbischof von Appiaria. Die Bischofsweihe spendete ihm der Großerzbischof von Făgăraș und Alba Iulia, Lucian Mureșan, am 16. Dezember desselben Jahres; Mitkonsekratoren waren Florentin Crihălmeanu, Bischof von Cluj-Gherla, und Ioan Șișeștean, Bischof von Maramureș. 
Am 11. Juni 2011 wurde er als Bischof von Maramureș bestätigt und am 23. Juli desselben Jahres in das Amt eingeführt. 